# Kozí Hřbety
Kozí Hřbety är en ås i Tjeckien.   Den ligger i regionen Hradec Králové, i den norra delen av landet, 110 km nordost om huvudstaden Prag. Kozí Hřbety ingår i Zlaté návrší.